# کولیر (ویرجینیای غربی)
کولیر (به انگلیسی: Colliers) یک منطقهٔ مسکونی در ایالات متحده آمریکا است که در شهرستان بروک، ویرجینیای غربی واقع شده‌است.